# انترریوس
انترریوس (انگلیسی: Entrerríos) نام شهری در کشور کلمبیا است.